# Slingsby Skylark
Slingsby T.37 Skylark 1 byl sportovní kluzák středních rozměrů postavený během roku 1952-53 v Kirkbymoorside, Yorkshire ve Spojeném království firmou Slingsby Aviation.

## Konstrukce a vývoj
Firma Slingsby Aviation chtěla získat větší část trhu kluzáků s malým levným větroněm, který by měl nadprůměrný výkon. Klíčem k tomuto mělo být menší letadlo, sestavené z menšího množství dílů a z moderních křídel, které by dávaly lepší výkon. Majitel firmy Fred Slingsby jmenoval jako návrháře a konstruktéra pro T.37 Skylark Johna Reussnera. Relativně nový profil křídla byl vybrán proto, že měl nízký odpor vzduchu v širokém rozsahu rychlostí. Konstrukce trupu byla jednoduchá a pokrytá překližkou. Ocasní plochy byly dýhované a řídící plochy byly potaženy textilním potahem. Absence přistávacího kola zaručovala nižší hmotnost i cenu letounu.

## Historie
Skylark nebyl sice tolik úspěšný, ale uvedl firmu do nových výrobních technik a poznání problematiky laminárního proudění. Stejně jako u moderních kluzáků, jakékoliv snížení laminárního proudění způsobuje neúměrné zvýšení aerodynamického odporu, což také zvyšuje potřebu opatrného zacházení. Přes slibný výkon T.37 Skylarku britské sdružení bezmotorového létání přesvědčilo Freda Slingsbyho změnit jeho myšlení a vyrábět kluzáky s nižším zatížením křídel a to prostřednictvím zvýšeného rozpětí a plochy křídla.

## Specifikace
Zdroj: British Gliders and Sailplanes 1922-1970, Slingsby Sailplanes, The World's Sailplanes:Die Segelflugzeuge der Welt:Les Planeurs du Monde

### Technické údaje
- Posádka: 1
- Délka: 6,38 m
- Rozpětí: 13,72 m
- Plocha křídla: 10,5 m²
- Poměr stran: 17,9
- Profil křídla: střední část NACA 633-618, konec křídla NACA 643-618
- Prázdná hmotnost: 196,5 kg
- Celková hmotnost: 302 kg

### Výkony
- Pádová rychlost: 64 km/h
- Max povolená rychlost: 209 km/h
- Rychlost v aerovleku : 130 km/h
- Rychlost navijákového startu: 110 km/h
- G limit: +8.97
- Míra klesání: 0,75 m/s při rychlosti 70 km/h
- Klouzavost: 27:1 při rychlosti 80 km/h
- Plošné zatížení: 28,8 kg/m²